# Majo no Takkyūbin (2014)
Majo no Takkyūbin (魔女の宅急便) é um filme japonês dirigido por Takashi Shimizu e baseado no romance homônimo de 1985 de Eiko Kadono. O longa-metragem foi lançado em 2014, e arrecadou 128 milhões de ienes no Japão.

## Elenco
- Fuka Koshiba como Kiki
- Ryōhei Hirota como Tombo
- Machiko Ono como Osono
- Hiroshi Yamamoto como Fukuo
- Miho Kanazawa como Saki
- Rie Miyazawa como Kokiri
- Michitaka Tsutsui como Okino
- Minako Kotobuki como Jiji
- Tadanobu Asano como Dr. Ishi
- LiLiCo como DJ rádio

## Produção
Em 24 de abril de 2013, os jornais Sports Hoshi e Sports Nippon anunciaram que o romance infantil Majo no Takkyūbin de Eiko Kadono, iria ser adaptado e dirigido por Takashi Shimizu, e seria lançado na primavera de 2014. Fuka Koshiba, a intérprete de Kiki, a personagem principal da história, foi escolhida entre 500 candidatas para o papel. As filmagens começaram em 23 de maio de 2013, e terminaram em julho do mesmo ano.
Em 25 de outubro de 2013, foi lançado o primeiro trailer promocional do filme. Em 10 de dezembro de 2013, o trailer oficial foi lançado, contendo a canção "Wake Me Up", de Mai Kuraki. Em 27 de janeiro de 2014, o segundo trailer foi lançado.